# اسلام در روسیه
اسلام دومین دین بزرگ در جمهوری فدراتیو روسیه محسوب می‌شود. پیشینه ورود اسلام به روسیه به قرن ۸ قمری بازمی‌گردد و نتیجهٔ آن جمعیتی حدود ۱۵ تا ۲۳ میلیونی مسلمانان در روسیه فعلی است. تقریبا همه مسلمانان در روسیه اهل سنت هستند.
بیشتر مسلمانان در مناطقی بین دریای سیاه و دریای خزر زندگی می‌کنند: اورال، اطراف رود ولگا در سیبری و قفقاز شمالی. پرشمار‌ترین گروه آن‌ها تاتارها هستند. ۹ جمهوری مسلمان‌نشین بخشی از فدراسیون روسیه را تشکیل می‌دهند و اسلام دومین دین روسیه عمیقاً در تاریخ روسیه ریشه دارد.

## پیشینه

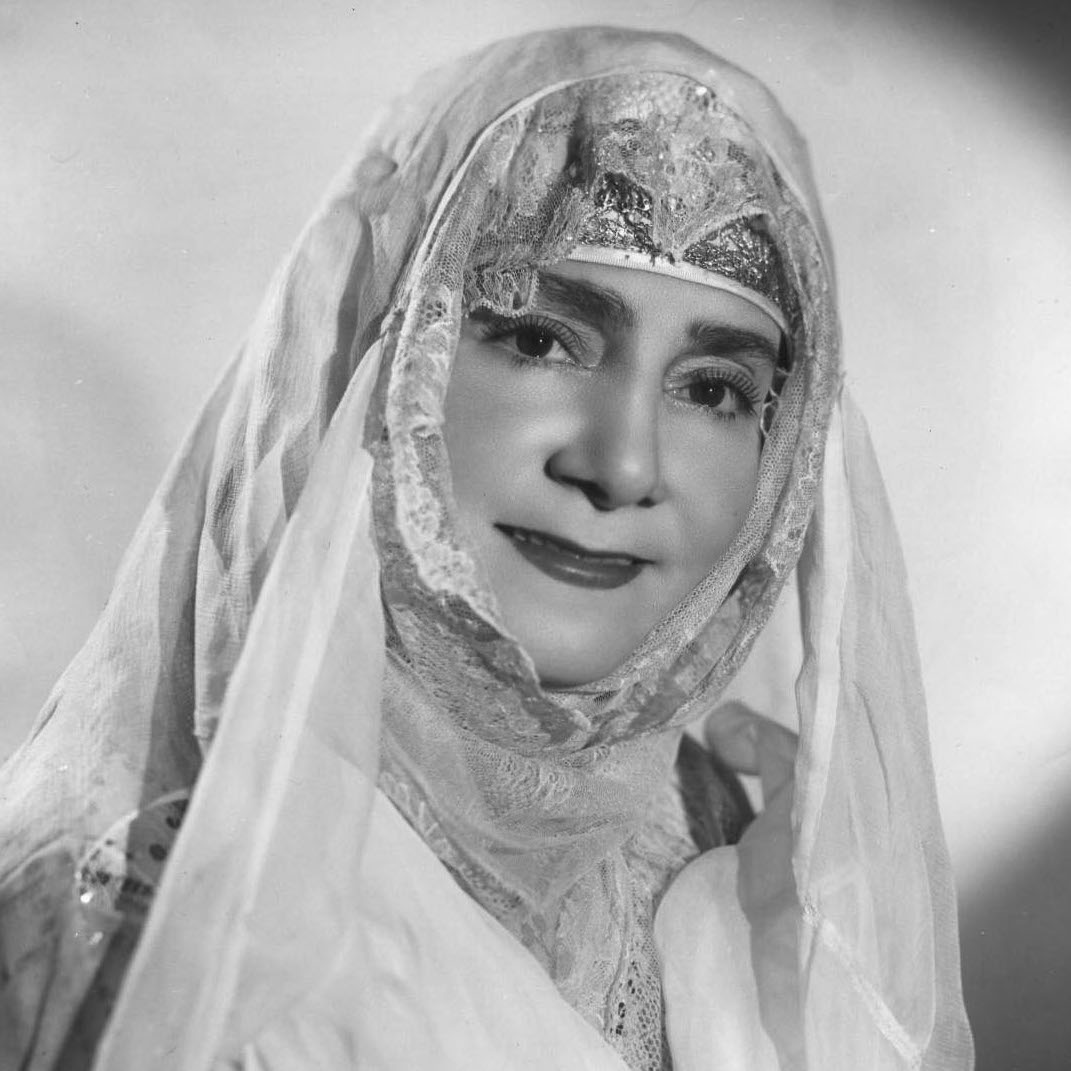
آرمن اوهانیان متولد امپراتوری روسیه با حجاب اسلامی

اسلام در روسیه دارای بیشینهٔ تاریخی بالایی است. نخستین مسلمانان روسیه را داغستانی‌ها (در ناحیهٔ دربند) را تشکیل می‌دادند که پس از فتوحات عرب‌ها در قرن ۸ هجری به اسلام گرویدند. ولگا بلغار نخستین استان مسلمان‌نشین روسیه بود که تاتار‌ها از آنجا اسلام آوردند. سپس بسیاری از ترک‌های اروپا و قفقاز به اسلام گرویدند.
حضور اسلام در روسیه پس از فتح خان قازان در سال ۱۵۵۲ میلادی گسترش یافت. فتوحات روسیه در سده ۱۸ و ۱۹ میلادی در شمال ناحیهٔ قفقاز سبب شد تا بسیاری از مسلمانان داغستان، چچن، اینگوش و استان‌های دیگر به روسیه بپیوندند. فتح چرکس و آبخاز باعث شد تا مردم این نواحی به مکان‌های دیگر مهاجرت کنند. پس از تصرف ناحیهٔ شمالی قفقاز توسط امپراتوری روسیه، و فتح شمال قفقاز سبب شد تا ایالت‌های مستقل آسیای میانه و آذربایجان نیز که مسلمان‌نشین بودند به روسیه بپیوندند.
قرآن برای نخستین بار در سال ۱۸۰۱ در قازان چاپ و منتشر شد. از رویدادهای مهم در تاریخ اسلام در روسیه، جنبش ویسی است که در سده ۲۰ آغاز شد. حزب اتفاق المسلمین نمایندهٔ اقلیت مسلمان روسیه در دوما بود.

## در زمان شوروی
پس از انقلاب ۱۹۱۷ روسیه، وضعیت مسلمانان روسیه را به‌طور کلی تغییر یافت. از سال ۱۹۲۷ مبارزه قاطعانه با دین شروع شد. در سراسر کشور مدارس دینی تعطیل شدند، اصل تربیت غیردینی کودکان، اساس برنامه‌های آموزشی مدارس را تشکیل داد. در گزارش اداره مرکزی روحانیت مسلمان اوفا (در ۱۹۳۰) آمده‌است: 
همه سازمان‌های مذهبی مسلمانان در آستانه ویرانی و امحا از روی صفحه روزگار قرار دارند. ۸۷٪ نهادهای محتسب (مراکز اسلامی منطقه‌ای) تعطیل شده‌اند. از ۱۲ هزار مسجد بیش از ۱۰ هزار تعطیل شده‌اند. ۹۰ الی ۹۷٪ روحانیون و مؤذنین از امکان اجرای مراسم دینی بی‌بهره شده‌اند.

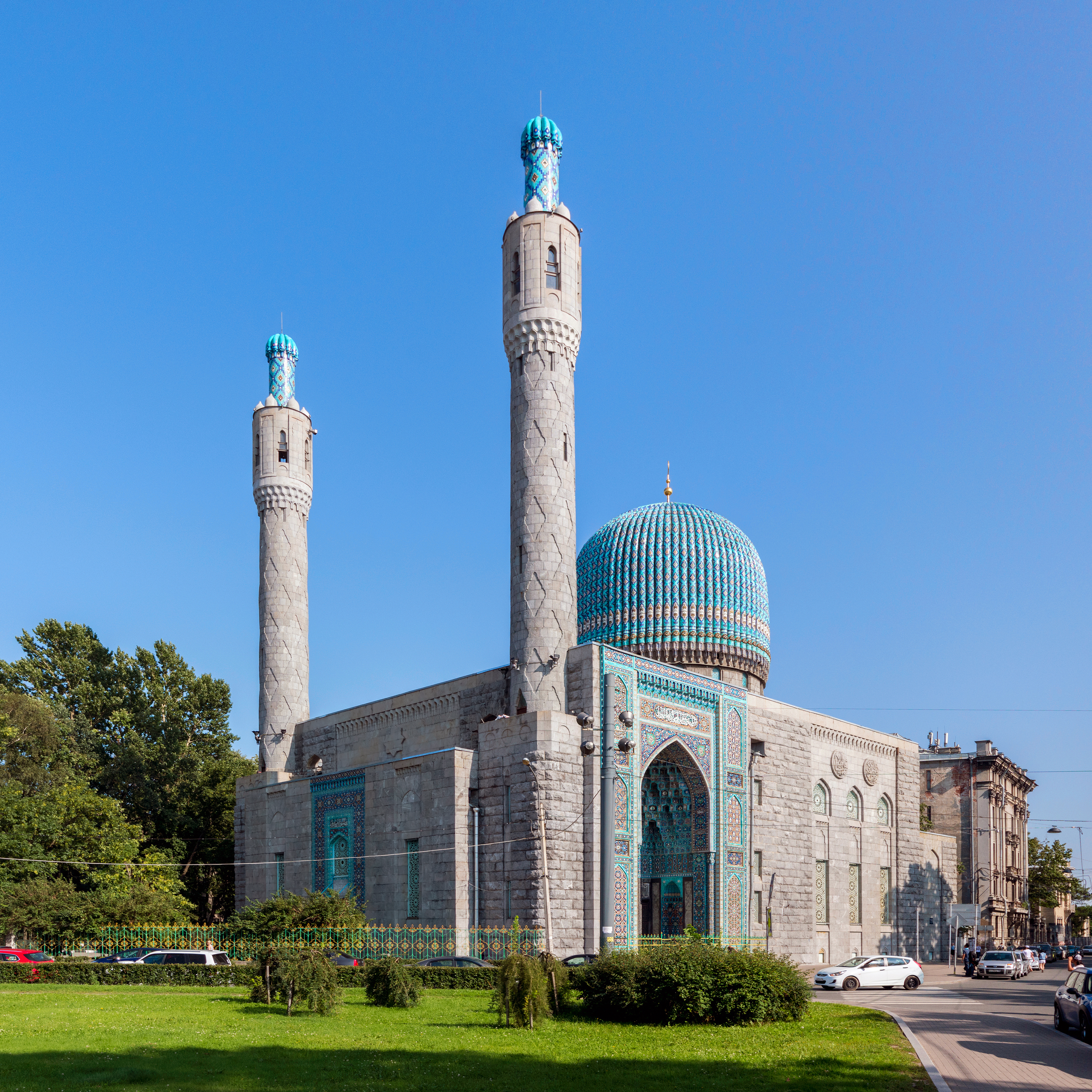
مسجد سن پترزبورگ

در زمان حاکمیت کمونیست‌ها در روسیه اسلام مانند ادیان دیگر سرکوب شد تاجایی که بسیاری از مساجد همانند بسیاری از کلیساها بسته بودند. برای نمونه مسجد ماراکانی در کازان تنها مسجدی بود که فعالیت می‌کرد.
این در حالی بود که در نوامبر ۱۹۱۷ دولت شوروی اعلامیه‌ای «برای همه مسلمانان زحمتکش روسیه و شرق» صادر کرد، مبنی بر این که از این پس اعتقادات و مراسم آن‌ها آزاد و غیرقابل نقص به‌شمار خواهد آمد. گرچه به نظر می‌رسد علت این عمل ضمن استفاده تبلیغاتی شوروی برای خارج بود تا بتواند از کمک آن‌ها در مقابله با آلمان برخوردار شود یا آن‌ها را از شورش و انقلاب بازارد.
در اکتبر ۱۹۱۷ در شوروی تعداد ۳۰ هزار مسجد وجود داشت که در ۱۹۴۸ به ۴۱۶ کاهش یافت. بعدها در سال ۱۹۶۸ با وجود این که تنها ۳۱۱ مسجد ثبت شده بود، هزاران مسجد بدون آن که ثبت شوند، فعالیت می‌کردند.

## دوران معاصر

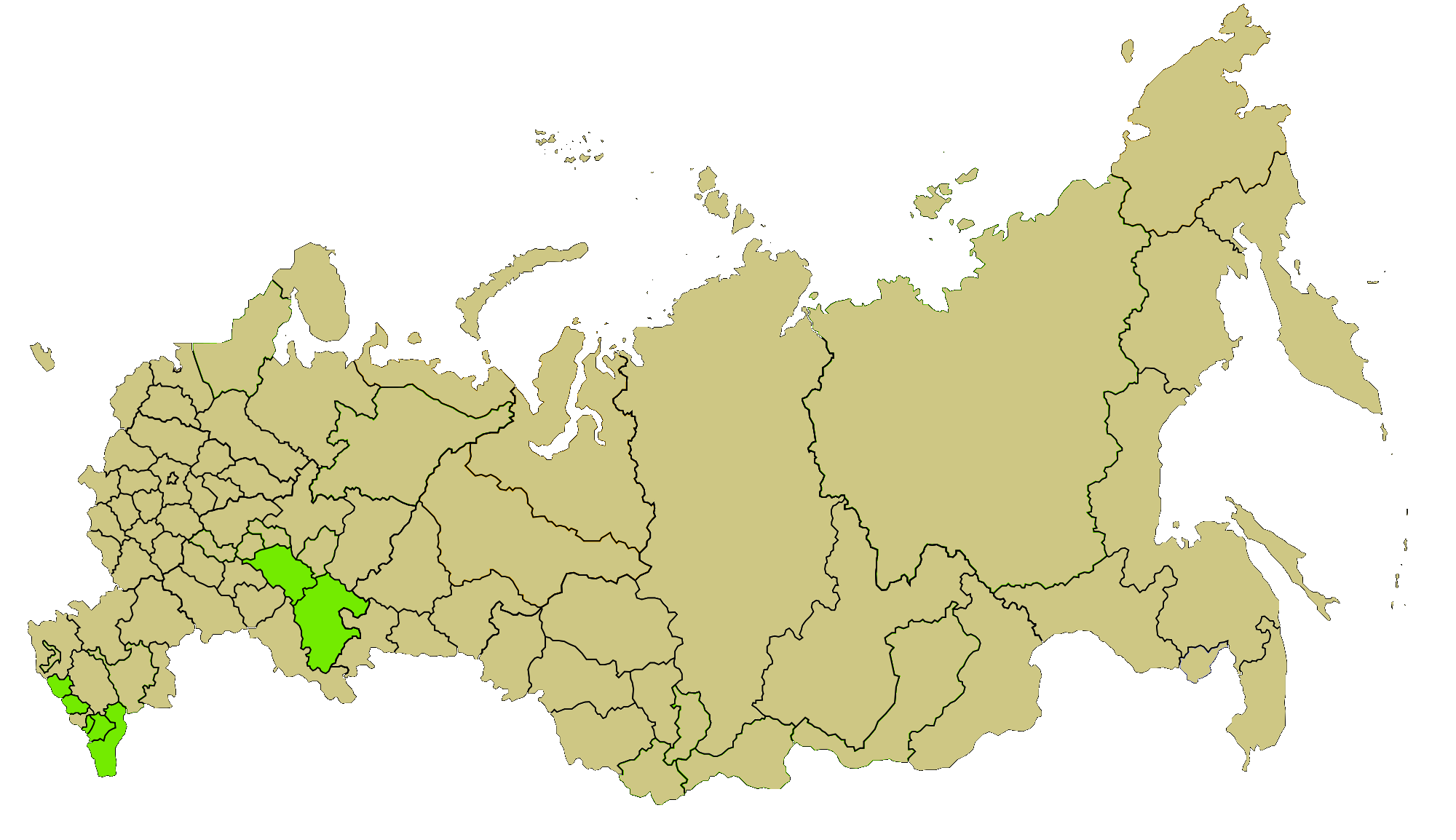
روسیه در مناطق با اکثریت مسلمان

نخستین جلوه‌های اسلام در سال ۱۹۹۰ پس از فروپاشی شوروی پدیدار شدند. تعداد زائران از روسیه به مکه پس از فروپاشی شوروی افزایش پیدا کرد. بنابر آمار، در سال ۲۰۰۶، بیش از ۱۸٬۰۰۰ مسلمان زائر روسی از سراسر کشور برای حج عازم عربستان شدند.
در سال ۱۹۹۰ نشریات مسلمانان افزایش یافت. دو مجلهٔ اسلامی نیز در روسیه چاپ می‌شود که نام‌های آن‌ها اِخو کاوکازا و ایسلامسکییْ وِستنیک هستند. در این میان روزنامهٔ ویژهٔ مسلمانان تحت عنوان اخبار اسلامی (ایسلامسکیه نُوُستی) نیز در ماخاچ‌قلعه داغستان چاپ می‌شود.
مدرسه فرهنگ اسلامی در روسیه، در سال ۱۹۹۱ در مسکو باز شد. امروزه کپی‌های قرآن در روسیه در دسترس هستند و مساجد در مکان‌هایی که مسلمانان در آنجا سکونت دارند ساخته می‌شوند. بیشتر مسلمان روسیه سنی و فقط ۲٪ شیعه هستند.
اداره دینی مسلمانان فدراسیون روسیه به سرپرستی مفتی راویل عین‌الدین و اداره دینی مرکزی مسلمانان روسیه به سرپرستی شیخ الاسلام طلعت تاج‌الدین در سطح فدرال فعالند. مرکز هماهنگی مسلمانان قفقاز شمالی به سرپرستی مفتی اسماعیل بَردی‌اف نیز در سطح جمهوری‌های روسیه، یکی از ارکان مهم محسوب می‌شود. اداره دینی مسلمانان بخش اروپایی روسیه، در تاریخ ۲۳ فوریه ۱۹۹۴ در وزارت دادگستری با عنوان «اداره دینی مسلمانان بخش اروپایی- مرکزی روسیه» ثبت شده‌است.
در جریان سفر ولادیمیر پوتین به چچن در اوت ٢٠٢٤، پوتین بر یک قرآن بوسه زد که مورد توجه رسانه ها قرار گرفت. ازمیخائیل میشوستین، نخست وزیر روسیه در پیامی خاطر نشان کرد: «اسلام یکی از ادیان سنتی کشور ما و بخشی جدایی‌ناپذیر از میراث تاریخی ماست.»